# Lukas Eixler
Lukas Eixler (* 3. November 2003 in Lingen (Ems)) ist ein deutscher Fußballspieler.

## Karriere
Nach seinen Anfängen in der Jugend des BV Clusorth/Bramhar und des FC Twente Enschede wechselte er im Sommer 2018 in die Jugendabteilung des SV Meppen. Dort wurde er zu Beginn der Saison 2022/23 in den Profikader der Meppener in der 3. Liga aufgenommen.
Er spielte jedoch zunächst in der zweiten Mannschaft des SV Meppen.
Am 15. Januar 2023, dem 18. Spieltag, kam er beim 1:1-Auswärts-Unentschieden gegen Dynamo Dresden zu seinem Profidebüt, als er in der 89. Spielminute für Sascha Risch eingewechselt wurde.
Er kam noch zu 8 Einsätzen in der 3. Liga und schoss am 4. März 2023 eine Minute nach seiner Einwechselung in der 57. Minute gegen den Halleschen SC (2-3) zum zwischenzeitlichen 1-1 sein erstes Tor in der 3. Liga.
Er stieg anschließend  mit dem SV Meppen nach Saisonende 2022/23 in die Regionalliga  Nord ab.
In der Saison 2023/2024 kam Lukas Eixler auf 22 Einsätze und schoss am 13. April 2024 gegen TSV Havelse ein Tor zum 4-1 Endstand.
Am Ende der Saison wurde er mit dem SV Meppen Vizemeister in der Regionalliga Nord und gewann durch ein 2-0 gegen BW Lohne den Niedersachsenpokal 2024.
Am 1. Juli 2024 wechselte Lukas Eixler ablösefrei vom SV Meppen zum Regionalligisten Nordost FSV Zwickau, wo er am 20. Oktober 2024 gegen FSV 63 Luckenwalde in der 53. Minute sein erstes Tor für den FSV Zwickau zum 1-0 Endstand schoss.